# (10006) Sessai
(10006) Sessai – planetoida z pasa głównego asteroid okrążająca Słońce w ciągu 4 lat i 103 dni w średniej odległości 2,64 j.a. Została odkryta 22 października 1976 roku. Przed nadaniem nazwy planetoida nosiła oznaczenie tymczasowe (10006) 1976 UR15.